# Anna König Jerlmyr
Anna Margaretha König Jerlmyr (ur. 9 maja 1978 w Gamla Uppsala w gminie Uppsala) – szwedzka polityk i samorządowiec, działaczka Umiarkowanej Partii Koalicyjnej, posłanka do Riksdagu, w latach 2018–2022 burmistrz Sztokholmu.

## Życiorys
Z wykształcenia i zawodu ekonomistka oraz specjalistka do spraw komunikacji, pracowała zawodowo w tej branży. Dołączyła do Umiarkowanej Partii Koalicyjnej. W latach 2006–2010 sprawowała mandat posłanki do Riksdagu. W 2010 zasiadła w sztokholmskiej radzie miejskiej. Pełniła funkcję przewodniczącej frakcji radnych swojego ugrupowania. Od 2010 do 2014 była zastępczynią burmistrza, odpowiadała za sprawy społeczne i nadzór nad policją. W kolejnej kadencji wchodziła w skład miejskiej egzekutywy jako przedstawicielka opozycji. Po wyborach lokalnych w 2018 objęła urząd burmistrza szwedzkiej stolicy. W tym samym roku wybrana na przewodniczącą stowarzyszenia Eurocities na okres dwuletniej kadencji. Funkcję burmistrza utraciła po wyborach z 2022, zasiadła w tymże roku ponownie w radzie miejskiej Sztokholmu.